# Camarops hypoxyloides
Camarops hypoxyloides är en svampart som beskrevs av P. Karst. 1873. Camarops hypoxyloides ingår i släktet Camarops och familjen Boliniaceae.   Inga underarter finns listade i Catalogue of Life.